# T'Kout
T'Kout (en langue berbère : Tkukt ou Kukt ou ⵝⴾⵓⴾⵝ) est une ville algérienne et commune de la wilaya de Batna, située dans le massif de l'Aurès, à 95 km au sud-est de Batna (42 km à vol d'oiseau) et à 71 km au nord-ouest de Biskra dans le nord-est de l'Algérie.

## Géographie

### Situation
Le territoire de la commune de T'Kout est situé au sud-est de la wilaya de Batna, à 8 km au nord-est de Ghassira.
| Tighanimine | Tighanimine                   | Inoughissen, Kimmel |
| Tighanimine | T'Kout                        | Kimmel              |
| Ghassira    | El Mizaraa (wilaya de Biskra) | Kimmel              |

### Relief et hydrographie
À l'est de T'kout, s'élève le Djebel Ahmar Khaddou.
La commune est située sur un plateau culminant à 1 200 m d'altitude, au-dessus de la vallée de l'oued Abiod (Ighzir Amellal en chaoui).
Le village ancien (dechra) de T'kout, entouré de vergers en terrasses irrigués par la principale source est perché sur un promontoire. Le village moderne est en contrebas, dominant la vallée de l'oued Channaoura, à proximité de la forêt de Beni Melloul (Ath M'loul), affluent de l'oued Abiod.

### Climat
Le climat est presque désertique avec un hiver froid et un été chaud.

### Localités de la commune
La commune de T'Kout est composée de 16 localités :
- Aïn Beïda
- Akriche
- Beledjeraf
- Boucetta
- Chenaoura
- Djarlah
- El Hara
- Hambla
- Laanassar
- Laksar
- Lamkalibs
- T'Kout
- Tabardia
- Taghit
- Tiguezza
- Tizribine

### Voies de communication
Située dans une région montagneuse assez isolée, T’kout est reliée à la route nationale 87 (Batna-Biskra par la vallée de l'Abiod) par le chemin de wilaya no 5 (entre la localité de Chenaoura et Tifelfel, dans la commune de Ghassira) ; elle est reliée par un chemin communal à la localité de Sidi Ali dans la commune de Kimmel), sur le versant Est de l'Ahmar Khaddou.

## Histoire

### La période de la colonisation française

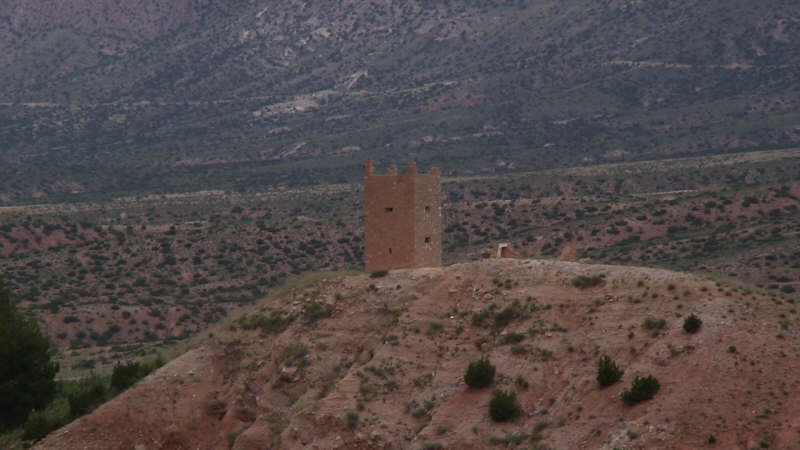
Tour de la période française

À partir de la fin du XIXe siècle, le territoire de T'Kout fait partie de la commune mixte de l'Aurès, dont le chef-lieu est Arris.
Entre 1917 et 1921, un rebelle dénommé Ug Zelmad (ou Ben Zelmat) se dresse contre l’administration française et ses collaborateurs ; c'est l'un des plus célèbres « bandit d'honneur » des Aurès. Il est alors considéré par la société paysanne des Aurès comme un « justicier à l'esprit chevaleresque ». Des chants de femmes racontent ses exploits, sans toutefois qu'il ne devienne un héros national.

### Guerre d'Algérie
Pour un article plus général, voir Guerre d'Algérie.
À minuit, le 1er novembre 1954, les premières balles sont tirées, marquant le début du conflit, notamment dans les Gorges de Tighanimine, non loin de T'kout. Au total, de 1954 à 1962, la commune d'Arris compte 386 militants nationalistes, morts pendant la guerre.
La bataille de Djarallah (1959)
C'est l’une des plus importantes batailles livrée dans les Aurès, pendant la guerre. Des combattants de l'ALN ayant été localisés par l'armée française dans la localité de Djarallah, une vaste opération d'encerclement total de la ville de T'Kout est lancée, mobilisant trois mille soldats français venus des casernes de Khenchela, Batna, Biskra, Arris et Teleghma, seize hélicoptères de combat, des blindés et des halftracks, essayant de bloquer l’information avec l'aide des dechras environnantes pour ensuite assaillir par surprise les maquisards.
Ceux-ci vont réussir à anticiper et à déjouer cette tactique et même à se préparer à une riposte, qui est dirigée par le responsable de la katiba, Medouri Belgacem, et par son adjoint Nedjahi Brahim et les maquisards Othmani Mohamed, Chatri Belgacem, Béchina Berrahail et Faiza Ali composée d’éléments des Zéllatou et des Ghwassir connus sous l'appellation ethnique des Béni Bouslimane (Ayth Bouslimane). Les combattants de l'ALN prennent des positions stratégiques dans les endroits les plus inaccessibles du ravin de Djarallah avec des fusils-mitrailleurs.
Les blindés de l'armée française ne peuvent accéder jusque-là à travers les reliefs escarpés de la région, mais les hélicoptères bombardent toute la journée, la localité de Djarallah au napalm et avec des bombes.
Vers minuit, deux katibate viennent en renfort, et infligent des pertes considérables à l'armée française : le bilan est de cent cinquante soldats morts et blessés du côté français et seulement d'une dizaine du côté de l'ALN.

### L'Algérie indépendante

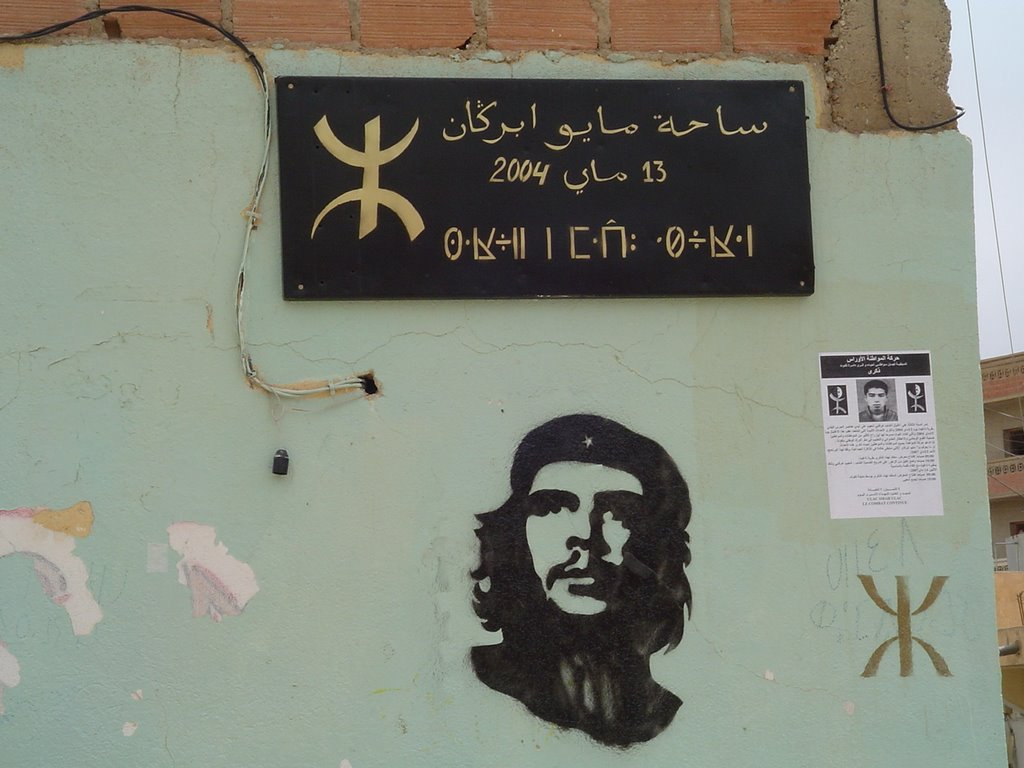
La place du mai noir du chaoui « maiu aberkan » (la date est celle du jour de la mort de Argabi Chouaïb)

Les localités de T'kout et Taghit ont connu des émeutes en 2004 après la mort d'Argabi Chouaïb, âgé de 19 ans, abattu par des éléments de la garde communale. Ces émeutes ont été suivies de nombreux procès donnant lieu à des peines d'emprisonnement à l'encontre d'une trentaine de jeunes, principalement de T'kout.
Le ministère de la Défense nationale algerien a engagé des poursuites judiciaires après la publication de témoignages de jeunes de T'kout qui ont affirmé avoir été torturés après leur arrestation. Le directeur du quotidien Le Matin et la journaliste Abla Chérif, auteur d’un article incriminant des éléments du corps de la Gendarmerie nationale  dans des pratiques de torture, ont été accusés de diffamations et d'outrage à une institution officielle.

## Toponymie
D'après M. Joleaud, T'kout (en berbère Tkoukth) est un mot d'origine libyque désignant un village ou un château fort, bâtis sur une colline. Le T initial est un préfixe berbère des toponymies et la racine K K, a formé de nombreuses toponymies notamment le Ras Takkouk ou encore Koukou, en Kabylie qui ont la même racine.
Tkout est un mot berbère qui signifie « la perle ».

## Population
La commune T'Kout est située sur le territoire des Ayt Bouslimane. La population est repartie sur trois agglomérations (une générale et deux secondaires).

### Pyramide des âges
| Hommes | Classe d’âge | Femmes |
| ------ | ------------ | ------ |
| 0,61   | 80 ans et +  | 0,85   |
| 1,22   | 70 à 79 ans  | 1,64   |
| 2,55   | 60 à 69 ans  | 2,32   |
| 3,30   | 50 à 59 ans  | 3,27   |
| 4,35   | 40 à 44 ans  | 4,72   |
| 7,84   | 30 à 39 ans  | 7,58   |
| 11,45  | 20 à 29 ans  | 10,40  |
| 9,75   | 10 à 19 ans  | 9,43   |
| 9,57   | 0 à 9 ans    | 9,12   |
| 0,00   | nd           | 0,02   |

| Hommes | Classe d’âge | Femmes |
| ------ | ------------ | ------ |
| 0,49   | 80 ans et +  | 0,48   |
| 1,21   | 70 à 79 ans  | 1,23   |
| 1,77   | 60 à 69 ans  | 1,8    |
| 3,43   | 50 à 59 ans  | 3,37   |
| 5,04   | 40 à 49 ans  | 5,25   |
| 6,80   | 30 à 39 ans  | 6,88   |
| 10,74  | 20 à 29 ans  | 10,39  |
| 11,29  | 10 à 19 ans  | 10,84  |
| 9,69   | 0 à 9 ans    | 9,25   |
| 0,02   | nd           | 0,03   |

### Évolution démographique
| 1966   | 1977   | 1984   | 1998   | 2008   |
| ------ | ------ | ------ | ------ | ------ |
| 12 108 | 14 527 | 18 000 | 10 629 | 11 161 |

## Administration et politique

### Éducation
La commune T'Kout dispose de plusieurs écoles primaires, d'un collège et d'un lycée baptisé au nom du commandant Boucetta Mustapha.

## Économie
Les jeunes de la commune ont investi massivement dans le métier du taillage de la pierre de grès, ils travaillent dans des chantiers disséminés à travers les principales villes d’Algérie. Depuis quelques années, la silicose s'est répandue dans le milieu des tailleurs de pierres et a fait de nombreuses victimes.
La culture d'extraction de l'huile d'olive dans la commune est une tradition qui existe depuis des millénaires. Certains agriculteurs extraient l’huile d’olive, avec une technique traditionnelle (les fruits sont mis dans une fosse et broyés à l’aide d’une grande pierre circulaire, qu’un homme manipule).

## Patrimoine

### Fêtes et festivals

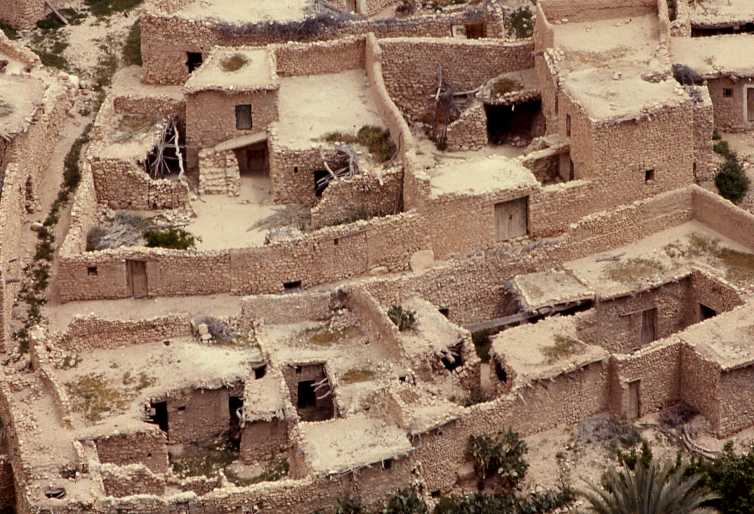
Maisons à Ghoufi.

Certaines fêtes berbères sont célébrées dans la commune, notamment le Yennayer (le nouvel an amazigh), et la Thamghra n'tmenzouth (la fête de l'automne), cette fête de quatre jours coïncide avec la fin de l'été et le début de l'automne (chaque 25 août, selon le calendrier berbère). Les paysans proposent leurs fruits récoltés au long de l'Oued Ighzr Amelal et dans d'autres régions des Aurés.
la fête de Achoura, est un festival populaire dans la région avec des symboles emprunts à des cultes païens, qui consiste à une tradition dont la mise en scène tourne autour d'une femme dénommée Mariama, personnage central du jeu qui provoque la tentation chez les hommes. Un homme doit tenter de la kidnapper, mais il sera puni physiquement par les soldats obéissants de Mariama (un chameau, un singe et un lion) s'il ne paye pas l'amende. Le spectacle se déroule avec un accompagnement musical.

### Cultes
La vieille mosquée de Sidi Abdessellam construite au début des années 1500, est classée dans les monuments sauvegardés des périodes médiévale et ottomane par le Ministère de la Culture algérien.

### Patrimoine environnemental

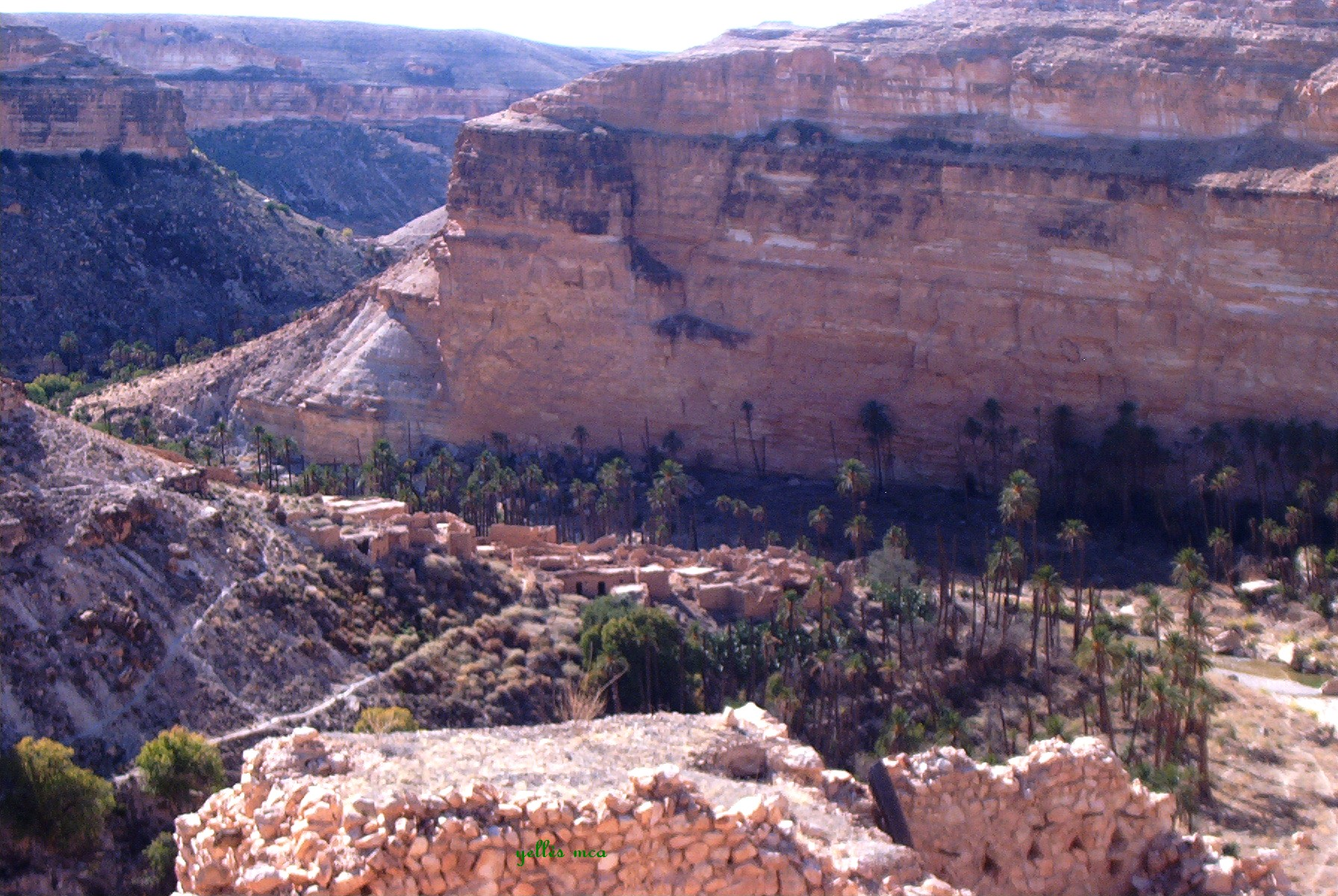
Village des Balcons de Ghoufi

La rivière Ighzir Amellal, qui traverse le territoire de la commune de T'Kout, a formé un long canyon, dont une partie est connue sous le nom de Balcons de Ghoufi (ou « Balcons de Rhoufi »). La hauteur des Gorges du Ghoufi varie entre 500 mètres et 1 200 mètres.
De petits villages, tels que le village de Ghoufi et des habitations troglodytiques ont été construits sur les bords ou sur les flancs du canyon.
Les habitations accrochées à la pente des gorges sont appelées dechras et celles construites au bord de l’oued sont appelées mechtas.

## Vie quotidienne

### Activités artistiques et culturelles

#### Théâtre et cinéma

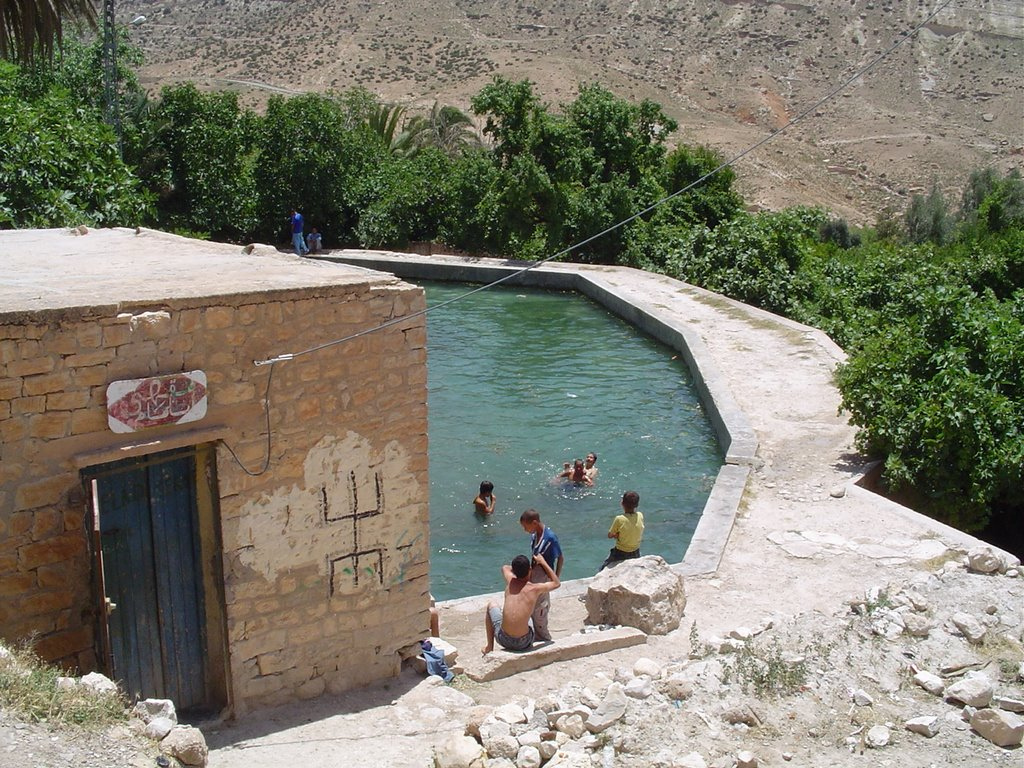
Bassin a eau, qui sert de piscine

En 2007, le film Mascarades de Lyes Salem a été tourné dans le canyon de Ghoufi.
Loucham (tatouage), est une pièce de théâtre diffusé sur canal Algérie dédiée aux tailleurs de pierres de T'kout victimes de la silicose, réalisée par Mahii Eddin Bouzid et le théâtre régional de Batna.

#### Musique
Pour un article plus général, voir Chaoui (musique).
La musique de T'Kout est d'expression chaoui, de nombreux artistes d'envergure nationale et même internationale sont originaires de la commune tel que Dihya et son mari Messaoud Nedjahi, écrivain, auteur-compositeur et interprète et Ishem Boumaraf, l'ex membre du groupe Tafert.
Plusieurs artistes ont rendu hommage à la ville de T'Kout, notamment l'album éponyme de la ville écrit et chanté par Massinissa et l'album du groupe de musique métal, Numidas appeler aussi T'Kout.

## Personnalités liées à T'Kout
- Ouardi Chabani, est un constructeur et promoteur immobilier, né en 1922 à T'Kout.
- Dihya, est une chanteuse de musique chaoui native de Taghit localité de T'Kout.
- Messaoud Nedjahi, est un écrivain, auteur-compositeur et interprète native de T'Kout.
- Rokia Masmoudi, militante de l'ALN, née en 1926 dans la commune de T'Kout[29]
- Nathalie Étienne-Bergeaud née le 21 janvier 1962 à T'Kout, est une ancienne internationale française de basket-ball.
- Ug Zelmad, bandit d'honneur.
- Salim Yezza, est un militant du droits de l'homme et de la cause berbère algérien.